# Calotingis knighti
Calotingis knighti är en insektsart som beskrevs av Drake 1918. Calotingis knighti ingår i släktet Calotingis och familjen nätskinnbaggar. Inga underarter finns listade i Catalogue of Life.